# کنستانتین هیرل
کنستانتین هیرل (به آلمانی: Konstantin Hierl) (۲۴ فوریه ۱۸۷۵ – ۲۳ سپتامبر ۱۹۵۵) از چهره‌های بزرگ در دولت آلمان نازی بود. او مدیر خدمات کارگری رایش (RAD) و از همکاران آدولف هیتلر بود پیش از آن‌که به قدرت ملی برسد.

## زندگی
هیرل در پارسبرگ در نزدیکی شهر نویمارکت این در اوبرفالتز در منطقه‌ای از باواریا به نام فالتس علیا به دنیا آمد و دوران متوسطه مدرسه را در بورگ‌هاوزن، التوتیگ و رگنسبورگ گذراند. در سال ۱۸۹۳ میلادی او به عنوان دانشجوی دانشکده افسری به ارتش باواریا ملحق شد و در سال ۱۸۹۵ توانست به درجه ستوانی دست یابد و در سال ۱۹۰۲ فارغ از تحصیل در آکادمی نظامی شود. در سال ۱۹۰۹ به سروان ارتقا یافت. او به عنوان یک فرمانده گروهان پیاده‌نظام در باواریا خدمت کرد. در زمان جنگ جهانی اول او به عنوان یکی از افراد ستاد ارتش سپاه سلطنتی باواریا که بخشی از لشکر ششم بود خدمت کرد و در جبهه شرقی به نبرد پرداخت در جایی که به درجه سرهنگ دوم نایل آمد.

## حزب نازی

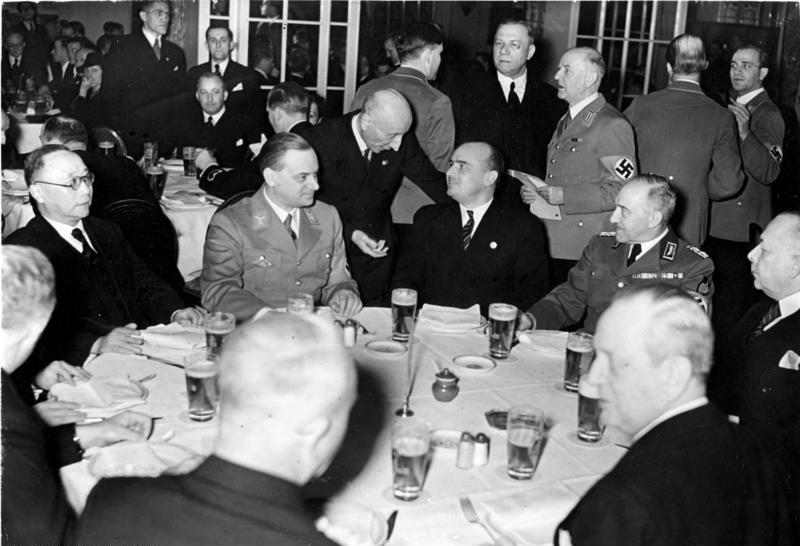
هیرل در سمت راست به همراه آلفرد روزنبرگ و هانس فرانک در یک پذیرایی دیپلماتیک

در ۱۹۲۹ به حزب ناسیونال‌سوسیالیست کارگران آلمان ملحق و در همان سال عنوان ریاست بخش دوم سازمان را به دست آورد. در انتخابات فدرال ۱۹۳۰ او به یکی از اعضای پارلمان رایشتاگ تبدیل شد.

دو سال بعد که حزب نازی قدرت را به دست آورد هیرل رئیس ارسال داوطلبان در یک سازمان کارگری داوطلبانه دولتی شد که به پروژه‌های ساخت و ساز عمرانی و کشاورزی خدمات ارائه می‌کردند. سازمان‌های بسیاری در اروپا در آن زمان وجود داشت، که برای تأمین اشتغال بسیار مورد نیاز در طول رکود بزرگ بنا شده بودند.

در طول جنگ جهانی دوم صدها واحد از خدمات کارگری رایش هیرل در تهیه سربازان خط مقدم با غذا و مهمات، تعمیر جاده‌های آسیب دیده و ساخت و تعمیر باندهای پروازی مشغول بودند. واحدهای خدمات کارگری رایش به ساخت استحکامات ساحلی (بسیاری از مردان خدمات کارگری رایش بر روی دیوار آتلانتیک کار می‌کردند)، میدان‌های مین گذاری، استحکامات سرنشین دار، و حتی نگهبانی از اماکن حیاتی و زندانیان جنگ کمک کرده‌اند. فعالیتهای خدمات کارگری رایش به پشتیبانی محدود نمی‌شد و صدها واحد آموزشی به عنوان واحد ضدهوایی و باتری توپخانه ضدهوایی مستقر شدند.

در ۲۴ فوریه ۱۹۴۵ نشان آلمان به وی اعطا شد که بالاترین دکوراسیون حزب نازی به خاطر خدماتش به رایش بود. هیرل و آرتور آکسمان تنها دریافت‌کنندگان نشان آلمان بودند که از جنگ جهانی دوم جان سالم به در بردند. پس از جنگ، او محاکمه و به خاطر «جرم‌های عمده» مجرم شناخته شد. هیرل در یک اردوگاه کار به پنج سال زندان محکوم شد. پس از آزادی تا زمان مرگ خود در ۲۳ سپتامبر ۱۹۵۵ در هایدلبرگ زندگی کرد.